# انقلاب 1953 في إيران
انقلاب إيران عام 1953 (بالفارسية: کودتای 28 مرداد) انقلاب على رئيس الوزراء المنتخب ديمقراطيا محمد مصدق. كان الانقلاب مدبرا ومخططا له من قبل عناصر المخابرات البريطانية والمخابرات الأمريكية، أطلقت المخابرات البريطانية على العملية اسم عملية التمهيد (Operation Boot) بينما أطلقت المخابرات الأمريكية على العملية اسم مشروع أياكس/أجاكس (TPAJAX Project)., اعترفت المخابرات الأمريكية بمسؤوليتها عام 2013.
سعى مصدق لتدقيق وثائق شركة النفط الأنجلو-إيرانية، وهي شركة بريطانية (حاليًا جزء من شركة بريتيش بتروليوم) والحد من سيطرتها على احتياطي النفط الإيراني. عقب رفض شركة النفط الأنجلو-إيرانية التعاون مع الحكومة الإيرانية، صوّت البرلمان (المجلس) لصالح تأميم قطاع النفط الإيراني وطرد ممثلي الشركات الأجنبية من البلاد. بعد هذا التصويت، حرضت بريطانيا على مقاطعة عالمية للنفط الإيراني للضغط على إيران اقتصاديًا. في بادئ الأمر، حشدت بريطانيا قواتها العسكرية للسيطرة على مصفاة عبادان النفطية التي بناها البريطانيون، والأكبر في العالم آنذاك، إلا أن رئيس الوزراء كليمنت أتلي فضّل تشديد المقاطعة الاقتصادية بدلًا من ذلك، مع توظيف عملاء إيرانيين لزعزعة حكومة مصدق. استنادًا لكون مصدق شخصًا غير موثوق وخشية الاستيلاء الشيوعي على السلطة في إيران، قرر رئيس الوزراء البريطاني ونستون تشرشل وإدارة أيزنهاور الإطاحة بحكومة إيران، رغم معارضة إدارة ترومان السابقة للانقلاب، خشية تشكل سابقة نتيجة تدخل وكالة المخابرات المركزية. ساهمت استنتاجات مسؤولي المخابرات البريطانية وتحريض الحكومة البريطانية في بدء الانقلاب وتخطيطه، على الرغم من نظر الحكومة الأمريكية في أمر اتخاذ إجراء أحادي الجانب (دون تأييد المملكة المتحدة) لمساعدة حكومة مصدق في عام 1952.
عقب الانقلاب في عام 1953، شُكِّلت حكومة بقيادة الجنرال فضل الله زاهدي مما مكّن محمد رضا بهلوي، آخر شاه في إيران (أي ملك إيراني بالفارسية)، من الحكم بمزيد من الحزم كعاهل. اعتمد بشدة على دعم الولايات المتحدة للتمسك بالسلطة. وفقًا لوثائق وكالة المخابرات المركزية وسجلاتها السرية، وظفت وكالة المخابرات بعضًا من أكثر رجال العصابات إثارة للخوف في طهران لتنظيم أعمال شغب موالية للشاه في 19 أغسطس. جلبت وكالة المخابرات المركزية رجالًا مأجورين إلى طهران في حافلات وشاحنات، واستولوا على شوارع المدينة. قُتل ما بين 200  و300 شخص جراء النزاع. ألقت محكمة الشاه العسكرية القبض على مصدق وحاكمته وأدانته بتهمة الخيانة. في 21 ديسمبر 1953، حُكم على مصدق بالسجن ثلاث سنوات، ثم وُضع قيد الإقامة الجبرية لبقية حياته. سُجن أنصار آخرون لمصدق، وتلقى العديد منهم عقوبة الإعدام. بعد الانقلاب، واصل الشاه حكمه كعاهل لمدة 26 سنة قادمة إلى أن أُطيح به في الثورة الإيرانية في عام 1979.
في أغسطس 2013، وبعد مرور ستين عامًا، اعترفت الحكومة الأمريكية رسميًا بالدور الأمريكي في الانقلاب بنشر معظم الوثائق الحكومية التي كانت سرية في السابق وأظهرت أن الحكومة الأمريكية كانت مسؤولة عن التخطيط للانقلاب وتنفيذه، بما في ذلك رشوة الساسة الإيرانيين، وكبار المسؤولين الأمنيين والجيش، فضلًا عن التحريض المؤيد للانقلاب. أشار اعتراف وكالة المخابرات المركزية الأمريكية بأن الانقلاب نُفّذ «بتوجيه من وكالة المخابرات المركزية» و «صُمم وجرت الموافقة عليه على أعلى مستويات الحكومة بوصفه فعلًا صادرًا عن السياسة الخارجية الأمريكية».

## معلومات أساسية

محمد مصدق رئيس وزراء إيران

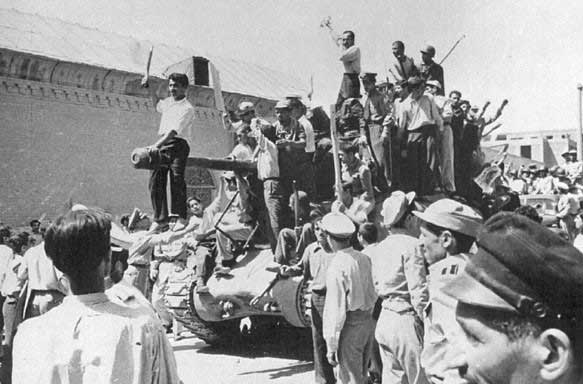
الدبابات في شوارع طهران، 1953

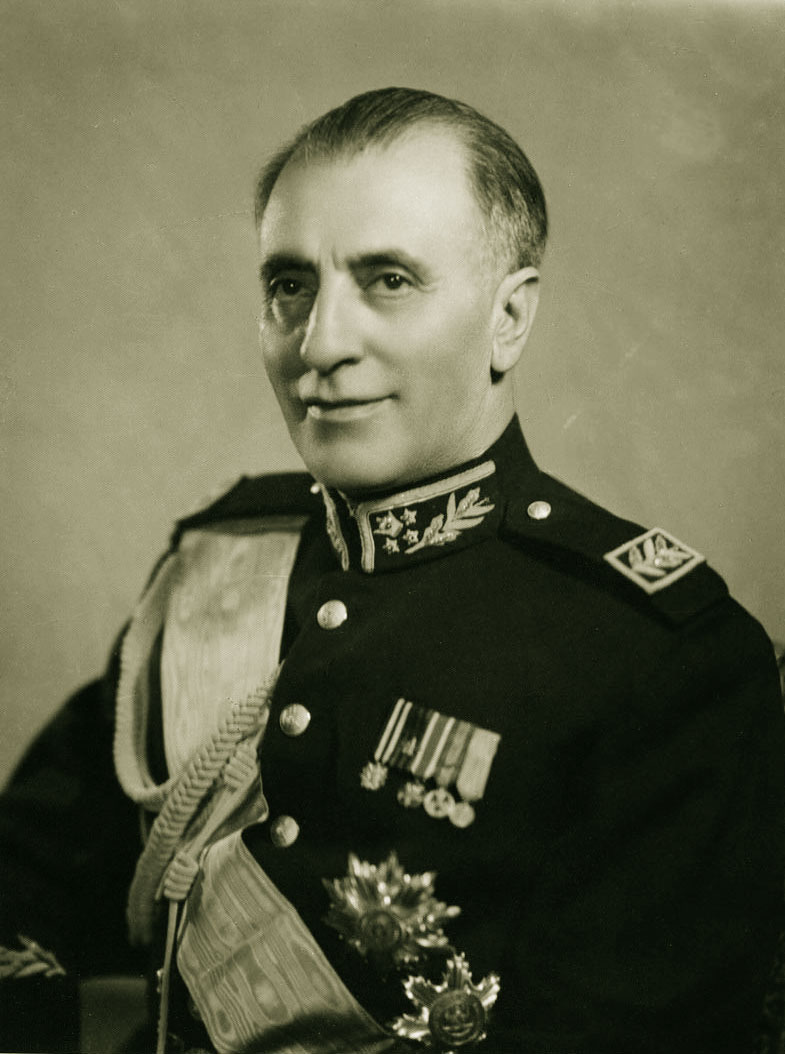
فضل الله زاهدي

على مدى القرن التاسع عشر، علقت إيران بين قوتين إمبراطوريتين، روسيا وبريطانيا. في عام 1892، وصف الدبلوماسي البريطاني جورج كرزون إيران بأنها «قطع على رقعة شطرنج يجري التلاعب بها من أجل السيطرة على العالم». خلال النصف الأخير من القرن التاسع عشر، واجهت سياسات عقد الامتياز التي انتهجها النظام الملكي معارضة متزايدة. في عام 1872، التقى ممثل رجل الأعمال البريطاني بول جوليوس رويتر بالعاهل الإيراني ناصر الدين القاجاري ووافق على تمويل زيارة الملك المترفة القادمة إلى أوروبا مقابل عقود حصرية للطرق والتلغراف والمطاحن والمصانع واستخراج الموارد الإيرانية، وغيرها من الأعمال العامة التي سيتقاضى فيها رويتر مبلغًا محددًا لمدة خمسة أعوام ونسبة 60% من صافي الإيرادات لمدة 20 عامًا. بيد أن ما يُعرف باسم «عقد امتياز رويتر» لم يُنفّذ أبدًا بسبب المعارضة العنيفة في الداخل وروسيا. في عام 1892، اضطر الشاه إلى إبطال احتكار التبغ الممنوح للرائد جي. ف. تالبوت، على إثر الاحتجاجات واسعة النطاق لثورة التنباك.
في عام 1901، منح مظفر الدين شاه وليام نوكس دارسي امتياز التنقيب عن النفط لمدة 60 عامًا. وفقًا للصحفي ستيفن كينزر، والذي أصبح مؤرخًا، دفع دارسي مبلغ 20 ألف جنيه إسترليني (ما يعادل مليوني جنيه إسترليني في عام 2016)، ووعد بحصص ملكية متساوية، بنسبة 16% من صافي الأرباح المستقبلية، وفقًا لحسابات الشركة. مع ذلك، كتب المؤرخ لورنس بول إلويل  ساتون في عام 1955، أن «حصة بلاد فارس «كانت بالكاد مذهلة» ولم يكن هناك استلام مالي.» في 31 يوليو 1907، تخلى دارسي عن ممتلكاته الخاصة في بلاد فارس، ونقل ملكيتها إلى شركة بورما النفطية البريطانية. في 26 مايو 1908، عثرت الشركة على النفط على عمق 1180 قدم (360 م). نمت الشركة بوتيرة بطيئة حتى الحرب العالمية الأولى، عندما دفعت الأهمية الاستراتيجية لبلاد فارس الحكومة البريطانية إلى شراء حصة مسيطرة في الشركة، الأمر الذي أدى بشكل أساسي إلى تأميم إنتاج النفط البريطاني في إيران.
أغضب البريطانيون الفرس بالتدخل في شؤونهم الداخلية، بما في ذلك الثورة الدستورية الفارسية. أرغمت الاحتجاجات الشعبية الحاشدة مظفر الدين شاه على السماح بدستور عام 1906، والذي حد من سلطاته. سمح الدستور للمجلس النيابي المنتخب ديمقراطيًا بسن القوانين، ولرئيس الوزراء بالتوقيع عليها وإنفاذها. يعين الشاه رئيس الوزراء بعد تصويت البرلمان بالثقة. رغم ذلك، منح الدستور الجديد الشاه العديد من السلطات التنفيذية أيضًا. أتاح الدستور للشاه إصدار المراسيم الملكية (فرمان)، ومنحه سلطة تعيين رؤساء الوزراء وعزلهم (بناء على أصوات الثقة من البرلمان)، وتعيين نصف أعضاء مجلس الشيوخ (الذي لم ينعقد حتى عام 1949)، وتقديم مشاريع قوانين للبرلمان بل وحل البرلمان أيضًا. ألغى الدستور الحكم التعسفي، وعمل الشاه مسؤولًا تنفيذيًا، عوضًا عن المنصب الشعائري، ولهذا فعندما كان الشاه ضعيفًا، كانت الحكومة أكثر ديمقراطية، وعندما تصرف الشاه من تلقاء نفسه، كان من الممكن تهميش الجوانب الديمقراطية للحكومة. من شأن الجوانب المتناقضة لهذا الدستور التسبب بصراعات في المستقبل. عارض البريطانيون والروس الثورة الدستورية، وحاولوا تقويضها بدعم محمد علي شاه (ابن مظفر الدين شاه)، الذي حاول فض الحكومة الديمقراطية بالقوة. في عام 1910، أطاحت به حركة حرب عصابات بقيادة ستار خان.
في أعقاب الحرب العالمية الأولى، كان هناك سخط سياسي سائد تجاه شروط الريع الخاصة بعقد امتياز النفط البريطاني، والخاضعة لشركة النفط الأنجلو-إيرانية، إذ حصلت بلاد فارس على 16% من «صافي الأرباح». في عام 1921، بعد أعوام من سوء الإدارة الشديد في ظل حكم أسرة القاجار، جلب انقلاب (يزعم أنه مدعوم من البريطانيين) الجنرال رضا خان إلى الحكومة. بحلول عام 1923 أصبح رئيسًا للوزراء، واكتسب سمعة كسياسي فعال غير فاسد. بحلول عام 1925 في ظل نفوذه، صوت البرلمان لصالح إبعاد أحمد شاه قاجار عن العرش، وتوج رضا خان رضا شاه بهلوي من أسرة بهلوي الحاكمة. استحدث رضا شاه برنامج تحديث سريع وناجح في بلاد فارس، التي اعتُبرت حتى ذلك الحين ضمن أكثر البلدان فقرًا في العالم. مع ذلك، كان رضا شاه حاكمًا شديدًا للغاية لم يتسامح مع المعارضة. بحلول ثلاثينيات القرن العشرين، قمع كل المعارضة، وكان سببًا في تهميش الجوانب الديمقراطية من الدستور. سُجن المعارضون بل وأُعدموا في بعض الأحيان. في حين أيّد البعض سياساته، بحجة أنها ضرورية بسبب الاضطرابات التي أحاطت بإيران، زعم آخرون أنها غير مبررة. كان السياسي محمد مصدق أحد هؤلاء المعارضين، والذي سُجِن في عام 1940. أسفرت التجربة التي مر بها عن كرهه دائم للحكم الاستبدادي والنظام الملكي، وساهمت في جعل مصدق من أشد المدافعين عن تأميم النفط بالكامل في إيران.

## خلفية
جاء مصدق إلى الحكومة الإيرانية قائداً لثورة مدنية حقيقية، ولم يكن مدبراً لانقلاب يضع النياشين والرتب والأوسمة على بزته العسكرية. قطع مصدق طريقاً طويلاً قبل أن يصل إلى مركز صنع القرار، حيث بدأ الطريق في عمر الرابعة والعشرين إبان انتخابه نائباً عن أصفهان في البرلمان الإيراني عام 1906. بعدها سافر مصدق إلى فرنسا للدراسة ومن ثم إلى سويسرا لتقديم أطروحة الدكتوراه في القانون الدولي؛ وشغل بعد ذلك منصب وزير المالية في حكومة أحمد قوام السلطنة 1921 ولاحقا وزيرا للخارجية في حكومة مشير الدولة 1923. بعدها أعيد انتخاب مصدق نائباً في البرلمان، فكان أن ظهرت ميوله المعادية للعسكر والعسكرة بأن صوت ضد انتخاب رضا بهلوي شاها على إيران عام 1925. وتوج مصدق نضوجه السياسي بقيادة الجبهة الوطنية أو جبهه ملي التي أسسها سوياً مع الدكتور حسين فاطمي، وأحمد زراكزاده، وعلى شاكان، وكريم سنجابي وكان من أهدافها تأميم النفط الإيراني وتحديدا شركة النفط الأنجلو-إيرانية.

## تفاصيل
وقع الانقلاب على حكومة الزعيم الإيراني محمد مصدق يوم 19 أغسطس عام 1953، بعد أن احتدم الصراع بين الشاه ومصدق في بداية شهر أغسطس من عام 1953، فهرب الشاه إلى إيطاليا عبر العراق وقبل أن يغادر وقع قرارين: الأول يعزل مصدق والثاني يعين الجنرال فضل الله زاهدي محله. قام زاهدي في التاسع عشر من أغسطس 1953 بقصف منزل مصدق وسط مدينة طهران؛ في حين قام كرميت روزفلت ضابط الاستخبارات الأميركي والقائد الفعلي للانقلاب الذي أطلقت المخابرات المركزية الأميركية عليه اسماً سرياً هو عملية أجاكس (en:Operation Ajax)، بإخراج «تظاهرات معادية» لمصدق في وسائل الإعلام الإيرانية والدولية. كما أوعز روزفلت إلى كبير زعران طهران وقتذاك شعبان جعفري بالسيطرة على الشارع، وإطلاق الهتافات التي تحط من هيبة مصدق؛ بالتوازي مع اغتيال القيادات التاريخية للجبهة الوطنية التي شكلها مثل الدكتور حسين فاطمي الذي اغتيل بالشارع في وضح النهار. حوكم مصدق أمام محكمة صورية استفاض بعدها محاميه جليل بزركمهر في كشف أنها لم تكن تتمتع بالحد الأدنى من شروط الحيادية. حَكَمَ نظام الشاه على الدكتور مصدق بالإعدام، ثم خفف الحكم لاحقاً إلى سجن انفرادي لثلاث سنوات؛ ومن ثم إقامة جبرية لمدى الحياة في قرية أحمد آباد، الواقعة في شمالي إيران ليترك الدكتور مصدق نهبا لذكرياته.

## في الاعلام
- صدر فيلم قصير في عام 2011 لمدة 24 دقيقة اسمه مصدق "Mosaddegh" [26]
- فيلم وثائقي صدر عام 2012 تحت عنوان «الإنقلاب الأمريكي»[27]
- فيلم وثائقي صدر عام 2019 باسم "Coup 53"[28]